# Sciaphila africana
Sciaphila africana là một loài thực vật có hoa trong họ Triuridaceae. Loài này được A.Chev. miêu tả khoa học đầu tiên năm 1908.